# Spacer po Księżycu
Spacer po Księżycu to siedemnasty album komiksowy o przygodach młodego reportera Tintina i jego psa, Milusia. Jest to kontynuacja tomu Kierunek Księżyc.

## Treść
Profesor Lakmus wyrusza z Tintinem, Milusiem, kapitanem Baryłką i swoim asystentem, Frankiem Wolffem na Księżyc w zbudowanej przez siebie rakiecie. Jednak oprócz nich na pokładzie znajdują się Tajniak i Jawniak, którzy sądzili, iż start został wyznaczony na 13.34 (czas wylotu to 1.34 w nocy). Lakmus jest zmartwiony, bo może zabraknąć im tlen, a kapitan Baryłka nazywa detektywów „imbecylami”, którzy nie potrafią dostrzec różnicy pomiędzy 1.34 a 13.34.
Podczas podróży dużo się dzieje – Baryłka upija się whisky, którą zabrał w pustych książkach i wychodzi z rakiety, bo nie ma zamiaru lecieć na Księżyc. Powoduje to, iż kapitan jest przyciągany przez Adonisa i może stać się jego satelitą. Tintin nakłada swój skafander i cudem ściąga przyjaciela do rakiety, po czym, w bardzo rzadkiej dla siebie furii, wrzeszczy na kapitana, zarzucając mu, że jego wybryku „omal nie przypłaciliśmy życiem.” Gdy silnik atomowy musi zostać wyłączony, aby wykonać manewr odwrócenia, aby móc wylądować na Księżycu, brak sztucznej grawitacji powoduje, że kapitan lewituje, bo nie zdążył założyć butów magnetycznych.
Ponadto, Tajniak i Jawniak mają nawrót szybkiego rośnięcia włosów, co jest skutkiem zażycia tabletek N14 (Tintin w krainie czarnego złota). Ich włosy rosną w oszałamiającym tempie i zmieniają kolor. Kapitan, nie mając nic innego do roboty, zgłasza się na ochotnika do obcinania włosów detektywom. Jednak te odrastają w miarę obcinania. Potem sarkastycznie stwierdza, iż jego odpowiedzią na pytanie „Jakie były pana obowiązki na pokładzie rakiety?” będzie „Ja? Byłem pomocnikiem fryzjera!” Na szczęście profesor daje im antidotum i wszystko zaczyna wracać do normy.
Rakieta bezpiecznie ląduje w Cyrku Hipparcha, i, za zgodą załogi, Tintin jest pierwszym, który stanie na Księżycu. Następnie reszta załogi wychodzi z rakiety na obchód; kapitanowi się to podoba, ale gdy widzi jak daleko jest Ziemia, zaczyna wątpić, czy wrócą tam żywi.
Załoga zaczyna rozpakowywać sprzęt – teleskopy, kamery i czołg na baterie – kończą pracę 3 czerwca o 23.45 czasu ziemskiego. Lakmus decyduje o skróceniu misji z 14 dni do 10 dni, gdyż nie mają na tyle tlenu. Trzy dni później, kapitan, Wolff i Tintin jadą czołgiem, aby zbadać jaskinie stalaktytowe koło Krateru Ptolemeusza; Miluś wpada do przepaści i ślizga się na tafli lodu, co powoduje uszkodzenie radia w jego skafandrze. Mimo problemów z wyciągnięciem go, wszyscy wracają do rakiety. Dziennikarz, po akcji ratunkowej, jest tak wycieńczony, że kapitan niemal wynosi go z jaskini.
Tintin postanawia odpocząć i zjeść lunch z Wolffem, w czasie gdy kapitan, profesor, Tajniak i Jawniak jadą czołgiem na 48-godzinną ekspedycję, w której będą badać jaskinie księżycowe, gdyż Lakmus podejrzewa iż znajdują się tam złoża uranu lub radu.
Nagły zwrot akcji pokazuje, kim jest szpieg, o którym była mowa w tomie Kierunek Księżyc. Jest nim pułkownik Jorgen, którego Tintin zdemaskował i wsadził do więzienia (Berło Ottokara). Schował się on w rakiecie osiem dni przed startem (był schowany wraz z ekwipunkiem). Gdy Tintin schodzi na dół po coś do zjedzenia, Jorgen ogłusza go, związuje, a potem - wraz z współpracującym z nim Wolffem - próbuje przejąć kontrolę nad rakietą, która miałaby wrócić na Ziemię do państwa, na którego jest usługach. Inni pozostaliby na Księżycu. Wolff co prawda sprzeciwia się temu planowi, jednak Jorgen przekonuje go, że w innym wypadku wszyscy zginą z braku tlenu.
Kapitan, profesor oraz detektywi obserwują z czołgu, jak rakieta próbuje wzbić się w górę, chwieje się i wraca do poprawnej pozycji. Tintin uwolnił się z więzów (Jorgen nie umiał dobrze wiązać) i zapobiegł startowi rakiety, przecinając kable. Dziennikarz trzyma Wolffa i Jorgena na muszce, gdy kapitan ich związuje. Wolff opowiada historię swoich długów, które zostały użyte przez pracodawców Jorgena do szantażowania go. Po przesłuchaniu Jorgena i Wolffa, Tintin zamyka ich w ładowni, mimo protestów kapitana, który twierdzi, że w ten sposób nie starczy im tlenu na powrót do domu. Lakmus wylicza, iż na naprawę rakiety potrzeba czterech dni, a ich zapasy tlenu też wystarczą tylko na cztery dni. 
Z powodu ograniczonych zasobów tlenu, załoga postanawia zostawić część ekwipunku, aby zaoszczędzić czas potrzebny na pakowanie go. Prace naprawcze potrwały tylko trzy dni i rakieta odlatuje o 16.52 czasu ziemskiego. Mimo to, wkrótce po starcie, kapitan jest pierwszym, który odczuwa skutki większego stężenia dwutlenku węgla w powietrzu. Start się powodzi, ale rakieta zbacza z kursu. Zanim załoga się obudziła i można było poprawić kurs, zużyli jeszcze więcej tlenu.
W połowie drogi na Ziemię, Jorgen uwalnia się z ładowni po tym, jak detektywi postanowili zmienić linę na kajdanki, które według nich były bardziej skuteczne. Gdy Wolff widzi, że Jorgen zamierza zastrzelić Tintina i pozostałych, próbuje go od tego odciągnąć; przez przypadek strzela i zabija Jorgena. Załoga, nie mając innego wyboru, wyrzuca ciało w kosmos. Jednak, nawet bez Jorgena, nie mają wystarczającej ilości tlenu, aby dotrzeć na Ziemię. W poczuciu winy, Wolff otwiera rakietę i wychodzi z niej, aby pozostali mogli przeżyć, zostawiając list pożegnalny, w którym prosi pozostałych o przebaczenie jego czynów.
Reszta załogi kontynuuje podróż z wyczerpującymi się zasobami tlenu. Wszyscy tracą przytomność; gdy przychodzi moment, w którym należy włączyć autopilota, Tintin budzi się jako jedyny z załogi. Nim dociera do panelu sterowania, mdleje, ale stacja kontrolna wysyła dźwięk, który go budzi i pozwala na odwrócenie rakiety. Dziennikarzowi ledwie starcza sił, by uruchomić pilota: upada bez sił przy sterach. 
Po wylądowaniu rakiety strażacy przecinają blachę i znajdują nieprzytomną załogę. Budzą się wszyscy oprócz kapitana. Doktor stwierdza, iż jego serce jest słabe, bo „ponoć to wielki amator whiskey.” Kapitan budzi się na dźwięk słowa „whiskey”.
Cała załoga wznosi toast. Nawet Lakmus, który jest abstynentem, pije whiskey z kapitanem, aby uczcić wyprawę na Księżyc; dodaje, iż kiedyś jeszcze tam wrócą. Lakmus nie mówił tego poważnie, ale wściekły Baryłka oświadcza, że w życiu nie wróci do rakiety. Potem odchodzi, ale potyka się o nosze, mówiąc „Nie ma jak na naszej ... starej, poczciwej Ziemi!"